# Iririki
Iririki (auch: Îlot Iririki) ist eine kleine Insel in der Vila Bay, einer Bucht der Mele Bay, bei Port Vila, an der Südküste der Insel Efate im Archipel der Neuen Hebriden im Inselstaat Vanuatu. Die Insel ist in privater Hand.

## Geographie

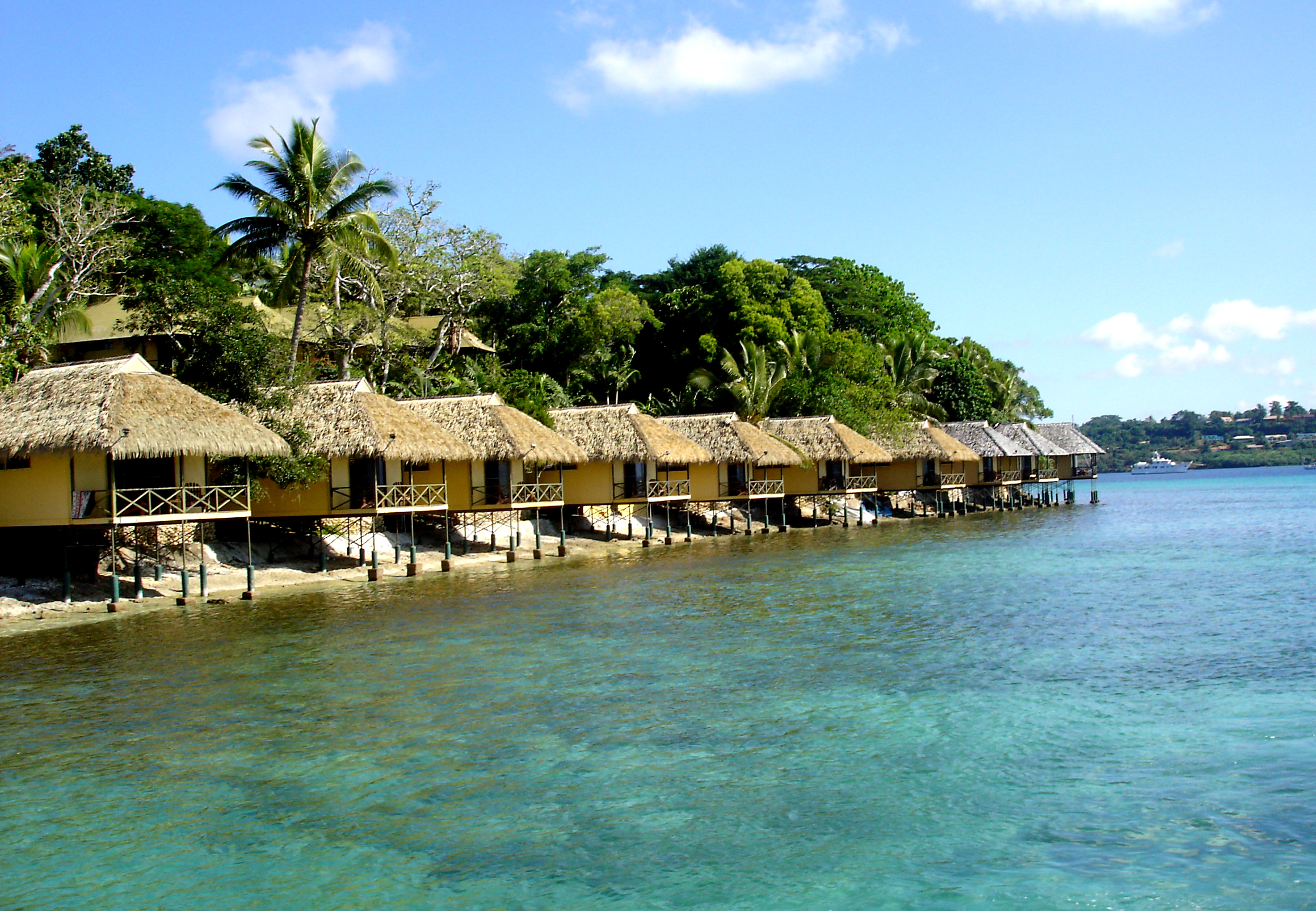
Iririki, Vanuatu

Die Insel ist tropfenförmig von Süden nach Norden ausgerichtet, etwa parallel zur Insel Ifira, die weiter östlich am Eingang der Bucht liegt. Nach Osten bietet die Insel Blick auf die Hauptstadt Port Vila. Auf der Insel befindet sich das Luxushotel Iririki Island Resort, das derzeit (2018) von den australischen Geschäftsleuten Shane Pettiona, Darren Pettiona und Peter Stockley geführt wird.

## Geschichte
Iririki gehörte zum Gebiet der Bewohner von Ifira. 1910 wurde das erste Britische Hospital auf den Neuen Hebriden gegründet. Es wurde zu Ehren des presbyterianischen Missionars John Gibson Paton gebaut. Im Krankenhaus wurden auch Einheimische in der Behandlung von Tropenkrankheiten ausgebildet. 
1913 wurde Iririki zum Sitz der British Residency, die die Insel von den Missionaren auf 99 Jahre pachtete. Die Residenz wurde am Gipfel der Insel (Peak of Iririki) erbaut, der hervorragenden Blick über Port Vila ermöglichte. Der Aufstieg konnte über 179 Stufen erreicht werden. Das ursprüngliche Gebäude wurde für eine Übernachtung der Königin gebaut und in der Folge für die Bedürfnisse des British High Commissioner umgebaut. 1980, mit der Unabhängigkeit wurde die Residenz zeitweise aufgegeben. 1983 wurde die Insel von den Bewohnern von Ifira an Peter Nicholson verpachtet, mit der Vorgabe ein Resort-Hotel zu bauen.
1987 traf der Zyklon Uma in Iririki und Port Vila auf Land und richtete mit Windgeschwindigkeiten bis 200 km/h und Überschwemmungen schwere Schäden an. Das Resort musste ein Jahr lang erneuert werden.
1991 übernahmen Rick und Ngaire Graham (Geelong AFL Player) Iririki; 2004 wurde das Resort an die Australischen Geschäftsmänner verkauft. 2015 gab es erneut Schäden durch Zyklon Pam (Windgeschwindigkeiten bis 300 km/h).

## Klima
In Port Vila herrscht tropisches Klima, mit nur geringen Klimaschwankungen im Jahreslauf. Die Temperaturen schwanken zwischen 34 °C und 29 °C. Winde wehen gewöhnlich aus Südost. Die Monate November bis Februar sind generell warm und feucht, von April bis Oktober ist es trockener.